# Agrostichthys
Agrostichthys is een monotypisch geslacht van straalvinnige vissen uit de familie van riemvissen (Regalecidae).

## Soort
- Agrostichthys parkeri (Benham, 1904)